# Râul Valea Apei
Râul Valea Apei este un curs de apă afluent al râului Pământ Alb

## Hărți
- Harta județului Timiș